# Onze-Lieve-Vrouw-van-Banneuxkapel (Kotem)

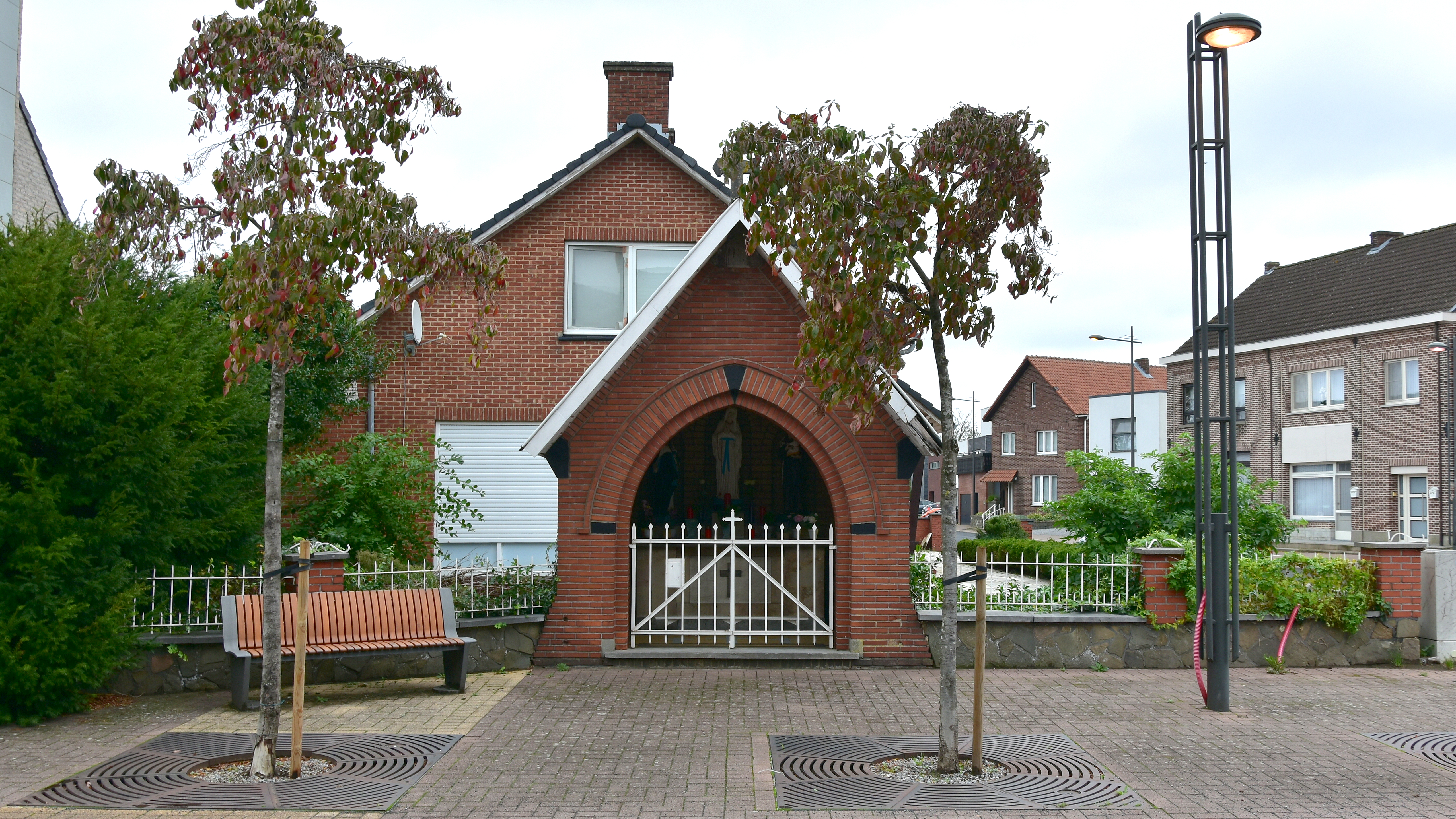
Onze-Lieve-Vrouw-van-Banneuxkapel

De Onze-Lieve-Vrouw-van-Banneuxkapel is een kapel te Kotem in de Belgische gemeente Maasmechelen. 
De kapel, gewijd aan de Onze-Lieve-Vrouw van Banneux, werd gebouwd in 1946 in opdracht van Jozef (Zjoke) Milissen als dankbaarheid voor 'verkregen gunsten'. De kapel is gelegen op de hoek van de Grotestraat en de Halstraat, op de plek waar van 1834 tot 1891 de Sint-Philomenakapel had gestaan. Die oude kapel werd in 1891 immers vervangen door de Sint-Philomenakerk, die enkele honderden meters verder werd opgericht.